# Andrzej Kwieciński
Andrzej Kwieciński (ur. 14 czerwca 1984 w Warszawie) – polski kompozytor muzyki poważnej.
Ukończył Państwową Szkołę Muzyczną im. Józefa Elsnera w Warszawie, w latach 2005–2011 studiował na Królewskim Konserwatorium w Hadze.
Kwieciński jest laureatem stypendium im. Witolda Lutosławskiego, stypendystą Ministra Kultury oraz finalistą konkursów międzynarodowych w tym: 9. Tokyo International Competition for Chamber Music Composition (2004), Henriëtte Bosmans Prize 2011 i laureatem pierwszej nagrody na Konkursie Kompozytorskim Young Masters XXI (2010).
W 2014 utwór Kwiecińskiego „Canzon de’ baci” zwyciężył w kategorii młodych kompozytorów na Międzynarodowej Trybunie Kompozytorów w Helsinkach

## Wybrane kompozycje
- Umbrae na kwintet smyczkowy (2004)
- ial.tes.ef 2:29 na klarnet, puzon, fortepian i wiolonczelę (2004)
- Mural* na kwintet smyczkowy (2010)
- Sinfonia. Luci nella notte IV na orkiestrę (2012)
- no. 32, 1950 na skrzypce i orkiestrę (2007)
- Erschallen na kontrabas i wielką orkiestrę smyczkową (2015)[2]